# Lantmäteriet
Lantmäteriet (ou l'Autorité suédoise de cartographie, de cadastre et d'enregistrement foncier) est une agence gouvernementale suédoise qui fournit des informations sur la géographie et la propriété suédoises. Son siège principal est situé à Gävle. Susanne Ås Sivborg est actuellement la directrice générale de l'organisation. Lantmäteriet a été fondée en 1628.

## Organisation
Lantmäteriet compte trois divisions, chacune responsable de différents domaines d'activité :
- la division des services cadastraux prend les décisions sur les nouvelles unités de propriété et apporte des modifications aux limites existantes. La division est également chargée de prendre les décisions concernant les propriétés communes, les servitudes et les droits de passage ;
- la division de l'enregistrement foncier examine, prend des décisions et enregistre les transactions de titres, les hypothèques, les droits à bail sur les sites et les autres droits qui sont ensuite inscrits au registre des biens immobiliers. La division prend également des décisions et gère les droits de timbre et les taxes ;
- la division des géodonnées rassemble, stocke et met à jour des informations sur la géographie et les propriétés de la Suède, et met ces informations à la disposition du public, du secteur public et du secteur privé.